# Гребенщик сенегальский
Гребенщи́к сенегальский, или Тамари́ск сенегальский (лат. Tamarix senegalensis) — кустарник или небольшое дерево, вид рода Гребенщик (Tamarix) семейства Тамарисковые (Tamaricaceae).

## Ботаническое описание

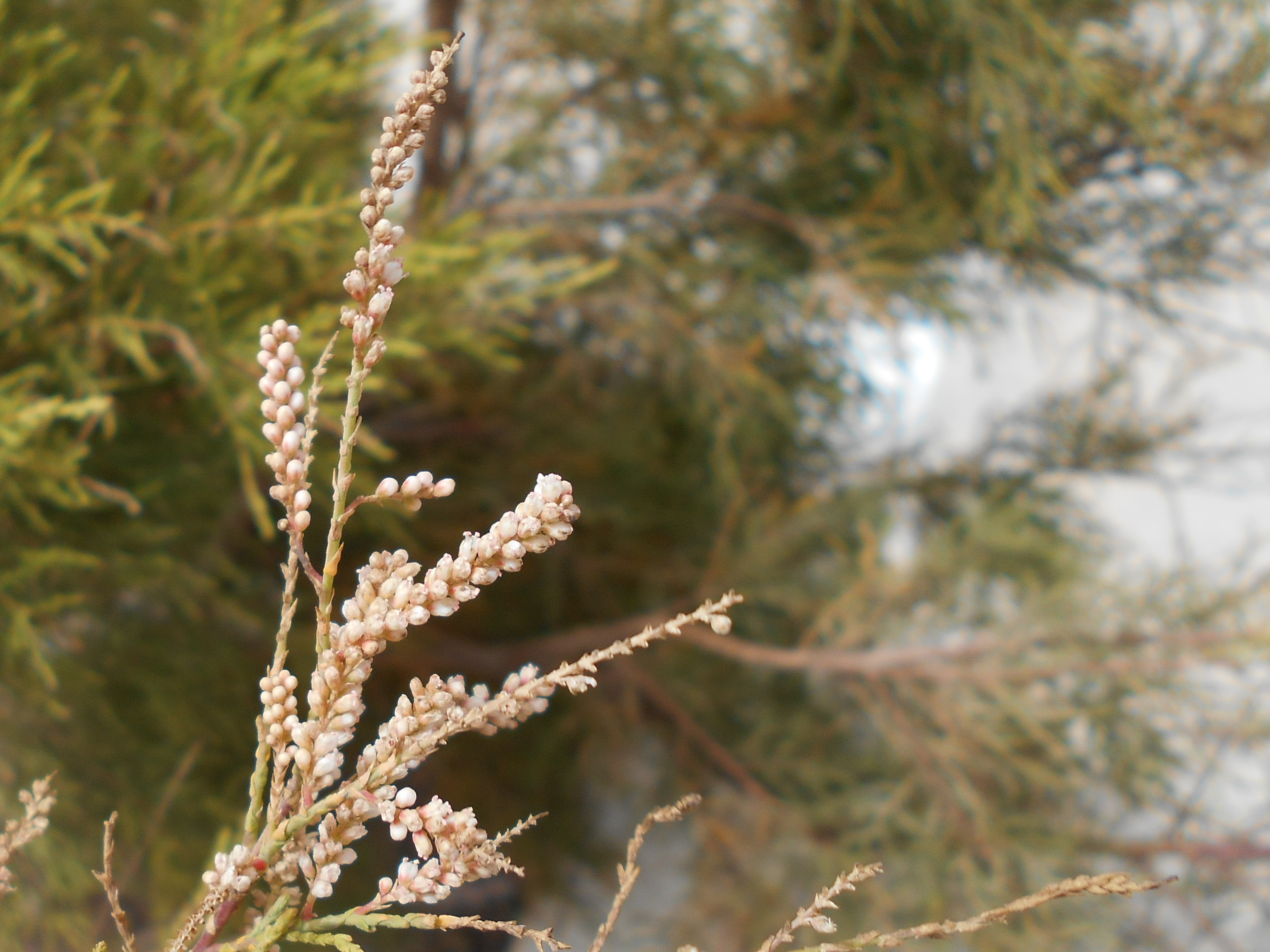
Цветы гребенщика сенегальского.

Tamarix senegalensis — крупный ветвистый кустарник или небольшое дерево, достигающий 2—5 м высоты. Листья изумрудно-зелёные, очень мелкие, похожие на таковые хвойных растений. Соцветие состоит из 20 бледно-розовых мелких цветов около 1 мм. В Кабо-Верде это называется tarrafe, а родственное название tarrafal было присвоено ряду населённых пунктов страны (город Таррафал-де-Сан-Николау, посёлок Таррафал).

## Распространение и местообитание
Tamarix senegalensis встречается вблизи побережья северо-западной Африки (Марокко, Мавритания, Сенегал) и на островах Кабо-Верде. Растёт на солончаках, в песчаных пустынях и на берегу моря.